# ボホナー積分
数学におけるボホナー積分（ボホナーせきぶん、英: Bochner integral）は、サロモン・ボホナーに名を因む、（単函数の積分の極限としての）ルベーグ積分のバナッハ空間に値をとる函数への拡張である。

## 定義
(X, Σ, μ) を測度空間、B をバナッハ空間とする。ボホナー積分はルベーグ積分とほとんど同じ方法で定義される。X 上の B-値単函数 s は、完全加法族 Σ の互いに交わらない元の族 Ei と B の相異なる元 bi を使って
{\displaystyle s(x)=\sum _{i=1}^{n}\chi _{E_{i}}(x)b_{i}}
なる形の和に表される。ただし、χE は集合 E の指示函数である。単函数 s をこの形に書くとき, bi が 0 でないような i では必ず μ(Ei) が有限値となるならば、この単函数 s は可積分であるといい、その積分を
{\displaystyle \int _{X}\left[\sum _{i=1}^{n}\chi _{E_{i}}(x)b_{i}\right]\,d\mu =\sum _{i=1}^{n}\mu (E_{i})b_{i}}
で定義することは通常のルベーグ積分と全く同じである。
可測函数 ƒ: X → B がボホナー可積分であるとは、可積分な単函数列 sn で
{\displaystyle \lim _{n\to \infty }\int _{X}\|f-s_{n}\|_{B}d\mu =0}
を満たすようなものが存在するときに言う。ここで左辺の積分は通常のルベーグ積分である。
このとき、ボホナー積分は
{\displaystyle \int _{X}f\,d\mu =\lim _{n\to \infty }\int _{X}s_{n}\,d\mu }
と定義される。可測函数がボホナー可積分であるための必要十分条件は、それがボホナー空間 L1 に属することである。

## 性質
ルベーグ積分についてよく知られた性質の多くは、ボホナー積分に対しても引き続き成立する。おそらく最も著しい例はボホナーの可積分判定条件で、これは (X, Σ, μ) が有限測度空間ならばボホナー可測函数 ƒ: X → B がボホナー可積分であるための必要十分条件が
{\displaystyle \int _{X}\|f\|_{B}\,d\mu <\infty }
であることを述べるものである。ただし、函数 ƒ: X → B がボホナー可測であるとは、B の可分部分空間 B0 に値をとる函数 g で、B の任意の開集合 U の逆像 g−1(U) が Σ に属するようなものを用いて、μ に関してほとんど至る所 f = g となるときにいう。つまり、ボホナー可測函数 ƒ は μ に関して殆ど至る所単函数列の極限になっている。
ボホナー積分に対しても優収斂定理の一種が成り立つ。具体的には、ƒn: X → B が完備測度空間上の可測函数列でほとんど至る所 ƒ に収斂し、ほとんど全ての x ∈ X で ‖fn(x)‖B ≤ g(x) を満たす g ∈ L1(μ)が存在するならば、n → ∞ とする極限で
{\displaystyle \int _{X}\|f-f_{n}\|_{B}\,d\mu \to 0}
および、任意の E ∈ Σ に対して
{\displaystyle \int _{E}f_{n}\,d\mu \to \int _{E}f\,d\mu }
が成立する。
ƒ がボホナー可積分ならば不等式
{\displaystyle \left\|\int _{E}f\,d\mu \right\|_{B}\leq \int _{E}\|f\|_{B}\,d\mu }
が任意の E ∈ Σ に対して成立する。特に集合函数
{\displaystyle E\mapsto \int _{E}f\,d\mu }
は μ に関して絶対連続な X 上の可算加法的 B-値ベクトル測度を定める。

## ラドン–ニコディム性
ボホナー積分に関してラドン–ニコディムの定理が一般には成立しないという重要な事実がある。これはバナッハ空間のラドン–ニコディム性として知られる重要な性質である。具体的に、μ を可測空間 (X, Σ) 上の測度とすると、B が μ に関するラドン–ニコディム性を持つとは、(X, Σ) 上の B に値をとる任意の有界変動かつ μ-絶対連続な可算加法的ベクトル測度 γ に対して、μ-可積分函数 g: X → B で {\displaystyle \gamma (E)=\int _{E}g\,d\mu } を任意の可測集合 E ∈ Σ に対して満たすものが存在することをいう。
バナッハ空間 B がラドン–ニコディム性を持つとは、B が任意の有限測度に関してラドン–ニコディム性を持つときに言う。l1 はラドン–ニコディム性を持ち、c0 や Rn の有界開領域 Ω に対する L∞(Ω), L1(Ω) および C(Ω) はラドン＝ニコディム性を持たないことが知られている。ラドン–ニコディム性を持つ空間には、可分な双対空間（ダンフォード–ペティスの定理）や回帰的バナッハ空間（特にヒルベルト空間）などがある。